# Solo Vol. 1
Solo Vol. 1 är ett samlingsalbum av Joakim Thåström släppt i mars 2006. Det innehåller samtliga låtar från de två första soloalbumen, Thåström (1989) och Xplodera mig 2000 (1991). Förutom dessa låtar så finns det även två bonusspår, Märk hur vår skugga av Bellman och Balladen om briggen "Blue Bird" av Hull av Evert Taube, båda inspelade med Imperiet. Albumet är remastrat av Curt-Åke Stefan.

## Låtlista
Skiva 1
1. "Ståaldrigstill"
2. "Hon o han"
3. "Djävulen och jag "
4. "En perfekt värld"
5. "Pang boom krash"
6. "Varför är du så tyst"
7. "Alla vill till himlen"
8. "Döden i Schlager-SM"
9. "Karenina"
10. "Mästaren och en iskall margarita"
11. "I en spegel som jag har"
12. "Flicka med guld"
13. "Monolog"
14. "Lek med mej"
15. "Ståaldrigstill (Knädjup Mix)"

Skiva 2
1. "Märk hur vår skugga" (Imperiet, av Carl Michael Bellman)
2. "Balladen om briggen 'Blue Bird' av Hull" (Imperiet, av Evert Taube)
3. "Radio Thåström"
4. "Ich liebe dich"
5. "Elektrisk"
6. "Elvis Presley för en dag"
7. "King Kong"
8. "Miss Huddinge -72"
9. "Alla har fel (igen)"
10. "Xplodera mig"
11. "Fuzzbox"
12. "Ballad i P-moll"
13. "Älska dej själv"
14. "Alla har fel (ännu mera fel) DeeMix"